# Tres Mujeres
Tres mujeres (en inglés: Three Women) es un poema feminista escrito por la poetisa estadounidense Sylvia Plath (1932-1963) en 1962.

## Poesía en Sylvia Plath
Sylvia Plath es un clásico de la poesía moderna en lengua inglesa. Casi todos sus libros se han editado póstumos. El éxito de su poesía es consecuencia de una extraordinaria calidad del verso, y, además, a la crónica morbosa de su suicidio. El hondo carácter femenino de su obra que, sin rechazar ninguna corriente tradicional, abre caminos de percepción e imagen que pueden considerarse propios de la mujer creadora.

## Tres mujeres
Sylvia Plath escribiría Tres mujeres el mismo año en que nació Nicholas Farrar, segundo hijo de Sylvia y Ted Hughes. Sería también en 1962 cuando aparecería en Estados Unidos, publicado por Alfred A. Knopf, The Colossus & Other Poems. 
El poema sería emitido el 19 de agosto en el Tercer Programa de la  BBC. El poema es concebido como feminista y antibelicista. Además será pensado para ser leído en voz alta. La experiencia supuso para ella un cambio en la dirección de afrontar la escritura. Desde entonces sus poemas serían escritos para ser narrados en voz alta, cambiando definitivamente su técnica poética.
Joyce Carol Oates lo describe como "el poema más poderoso de su obra. Es exquisito y tiene la capacidad de llegar al corazón [...] Plath ha puesto voz a nuestras más íntimas pesadillas".

### Composición
Tres mujeres es un inquietante poema a tres voces que tiene como tema central la maternidad. El escenario es un hospital de maternidad y sus alrededores. Cada voz representa una forma de vivirla: la mujer que centra su realización en ser madre, la que sufre por no poder serlo y la que lo es a su pesar.